# Тудор-Владіміреску (Келераш)
Тудор-Владіміреску (рум. Tudor Vladimirescu) — село у повіті Келераш в Румунії. Входить до складу комуни Перішору.
Село розташоване на відстані 108 км на схід від Бухареста, 28 км на північ від Келераші, 97 км на захід від Констанци, 118 км на південь від Галаца.

## Населення
За даними перепису населення 2002 року у селі проживали 786 осіб. Усі жителі села рідною мовою назвали румунську.
Національний склад населення села:
| Національність | Кількість осіб | Відсоток |
| -------------- | -------------- | -------- |
| румуни         | 778            | 99,0%    |
| цигани         | 8              | 1,0%     |